# Коздровська Валентина Миколаївна
Валентина Миколаївна Коздровська (21 листопада 1953, с. Веліковка, Доманівський район, Миколаївська область) — українська художниця, майстриня декоративно-ужиткового мистецтва (писанкарство, витинанки), педагог. Член Національної спілки майстрів народного мистецтва України (1998) Заслужений майстер народної творчості України (2010).

## Життєпис
Валентина Миколаївна Коздровська народилася в селі Веліковка (зникло у 1980-х рр.) на Миколаївщині. З дитинства захоплювалася малюванням, брала активну участь в оформленні школи.
У 1976 році закінчила художньо-графічний факультет Одеського державного педагогічного інституту ім. К. Д. Ушинського.
Після закінчення інституту отримала призначення до міста Суми, де живе і працює донині. Майже 25 років обіймала посаду методиста з образотворчого мистецтва Сумського обласного інституту післядипломної освіти педагогічних кадрів (нині — Сумський обласний інститут післядипломної педагогічної освіти), що дало змогу познайомитися з цікавими педагогами-художниками та мистецтвом регіону. Захопилася вивченням і популяризацією українського декоративно-ужиткового мистецтва.
Засновниця і керівниця сумського міського Клубу писанкарів (1994), що працює при обласному осередку Спілки майстрів народного мистецтва України. 2019 року за її ініціативою проведено ювілейну виставку з нагоди його 25-річчя Клубу, майстер-класи з писанкарства у різних закладах обласного центру. Члени клубу активно популяризують писанкарство на Сумщині.
З 1996 року почала вивчати українську витинанку, її регіональні особливості. Першою в області на професійному рівні відродила цей вид мистецтва. активно поширювала його серед народних майстрів. 1997 року в Сумській обласній науковій бібліотеці відбулася персональна виставка майстрині — перша виставка витинанок на Сумщині. 2022 року Валентина Коздровська відзначила 25-річний ювілей відродження витинанки на Сумщині новою виставкою.
З 2001 року завідувала відділом декоративно-ужиткового мистецтва Сумського Палацу дітей та юнацтва, створила і очолила Народну студію «Країна мистецтва».
Веде активну просвітницьку та популяризаторську роботу серед дітей та молоді, педагогічної громадськості, проводить семінари, майстер-класи, консультації.
Авторка публікацій з методики викладання образотворчого мистецтва. Одна з авторів альбому «Відродження, збереження та розвиток писанкарства на Сумщині» (Суми, 2021).
Учасниця численних обласних, всеукраїнських і міжнародних виставок, фестивалів, симпозіумів. Тричі була учасницею Міжнародного свята витинатки (м. Могилів-Подільський, Вінницька область), брала участь в Міжнародному фестивалі народної творчості «Берегиня» та Ягелонському ярмарку в м. Люблін (Польща).
Твори майстрині зберігаються у приватних колекціях Франції, Канади, США, Польщі, Німеччини (писанки), Білорусі, Литви, Польщі (витинанки), в Лебединському художньому музеї (акварелі), Сумському художньому музеї ім. Н. Онацького, Могилів-Подільському музеї витинанки (Вінницька область).

## Творчість
Валентина Коздровська відома як художниця-графік, працює у техниці акварелі.  Член Національної спілки майстрів народного мистецтва України (1998).
Майстриня опанувала техніки воскового письма, створює багатоколірні писанки, а також «вибілені», «травлені», писанки-мальованки восковими фарбами. Улюблені мотиви — «зірки», «сорокаклинці», трипільські мотиви.
Має колекції авторських писанок: «Регіональні мотиви» (1994), «Трипільський мотив» (1995,) «Українська народна пісня» (1996).
З 2012 року бере активну участь у створенні сумських «Диво-писанок» — унікальних арт-об'єктів, які представляють Сумщину на всеукраїнських фестивалях. Так, в рамках Національного мистецького проєкту «Парад вишиванок» 2012 року сумські майстрині на чолі з Валентиною Коздровською створили 4-метрову «Диво-писанку», яка здобула перше місце у номінації «Висока майстерність виконання».
Всі витинанки художниції — симетричні, виконані в одному або кількох кольорах, де основну роль відіграє крупна контурно-силуетна форма, характерна для Слобожанщини.
Основний символ творів Валентини Коздровської — «Дерево життя», яке майстриня зображує у вигляді букета, вазона чи стилізованого дерева, що доповнюється фігурками людей, тварин, птахів. «Пташина» тема є основною в її творчості, адже саме пташки, згідно вірувань наших предків, приносять людям щастя, любов, мир та злагоду, вони є посередниками між людиною і Богом (витинанки «Жар-птиці», «Птахи сонця», «Пташиний мотив»).
Авторка любить народну пісню і часто втілює пісенни мотиви в своїх творах (витинанки «Ой, сива зозуленька сади облетіла», «Ой, на тому дубі два голуби гуде», «Ой ходила дівчина бережком»).
2016 року майстриня першою в області створила монументальні панно завдовжки 3 метри. Нині вона постійно представляє свої великі витинанки на тематичних та різдвяних виставках. Має численних послідовників, які пропагують мистецтво витинанки на культурно-мистецьких заходах різного рівня.

## Нагороди та відзнаки
1988 — нагороджена знаком «Відмінник народної освіти УРСР»
2010 — звання «Заслужений майстер народної творчості України»
2012 — лауреат обласної премії імені Пилипа Рудя
2015 — почесна відзнака Сумської міської ради «За заслуги перед містом» ІІІ ступеню
2021 — лауреат Сумської обласної літературно-краєзнавчо-мистецької премії.